# Riu Bullent
|  | Aquest article tracta sobre el riu. Vegeu-ne altres significats a «Edicions del Bullent». |

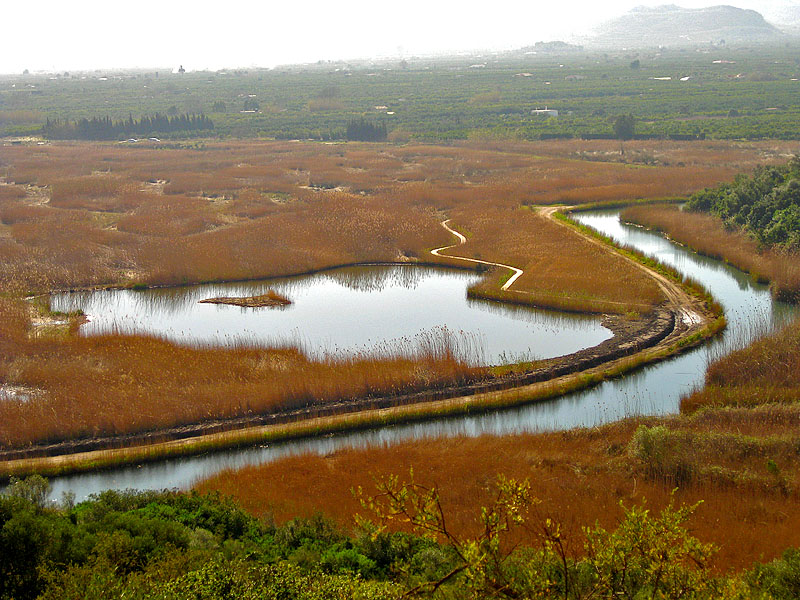
Vista de la marjal a dalt i el riu Bullent a sota des d'un turó

El Bullent és un riu que separa les comarques de La Safor i La Marina Alta, al País Valencià. Junt amb el riu Racons, abasteixen d'aigua la Marjal de Pego-Oliva, que rau entre els dos rius. S'hi fa la Baixada del riu Bullent (una festa de Pego) el cap de setmana anterior al de Carnestoltes, en la qual hom prova de recórrer el riu en andròmines.
El riu Bullent també conegut com a sequia del vedat naix a la vora de la carretera Pego Oliva al paratge de les aigües que té per coordenades GPS:
Latitud: 38°52'29.64"N
Longitud: 0° 5'47.51"O

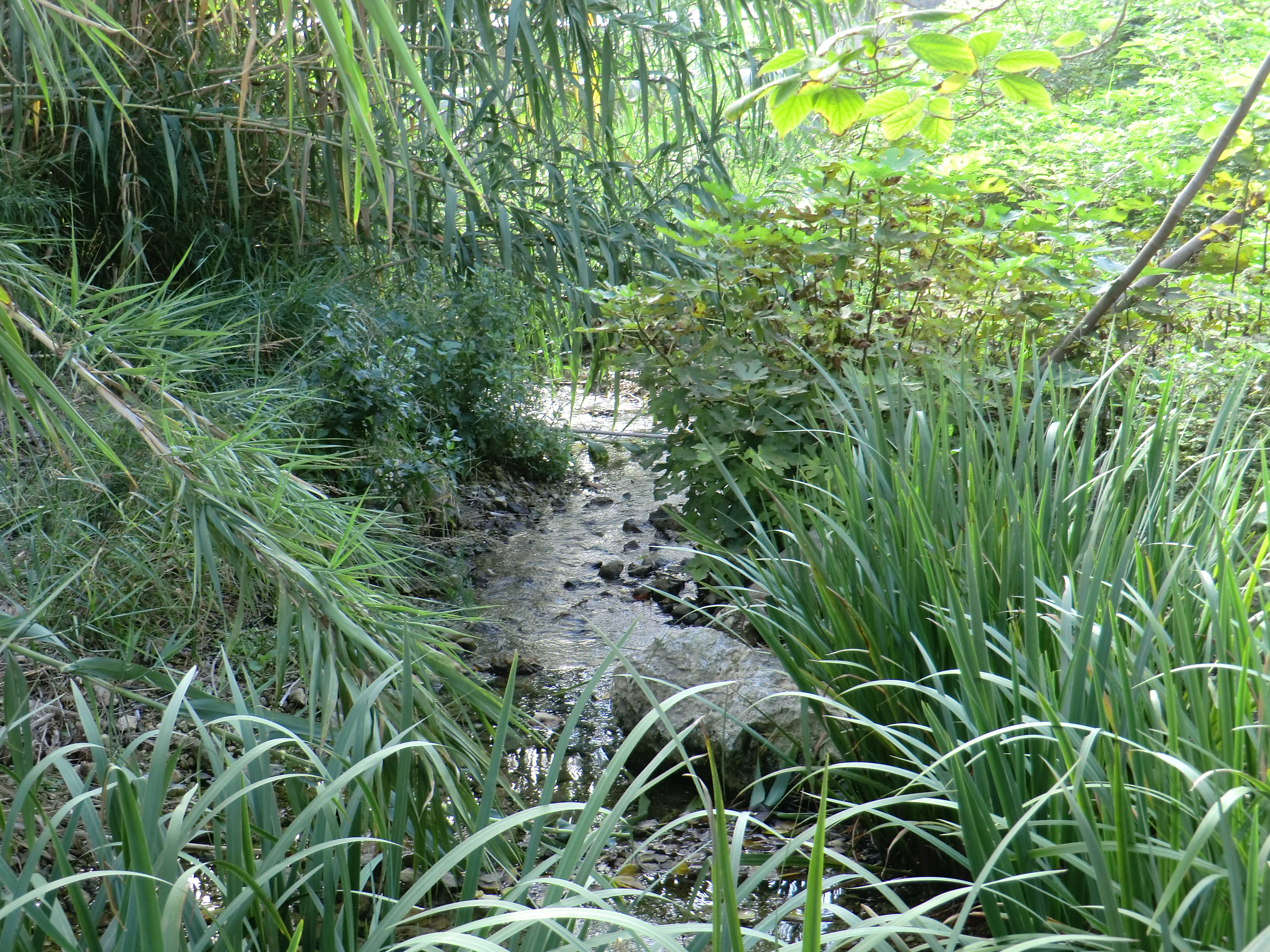
Naixement del riu Bullent/sequia del vedat al paratge de les aigües.